# The 12th Room
The 12th Room è un album discografico del pianista, compositore e direttore d'orchestra italiano Ezio Bosso, pubblicato nell'ottobre 2015.

## Il disco
Si tratta della prima pubblicazione dell'artista. L'album è composto da 2 CD: il primo contiene quattro inediti e sette brani di repertorio, mentre il secondo contiene la Sonata No. 1 in Sol Minore per piano solo, composta dallo stesso Bosso.
Il disco è stato registrato quasi interamente dal vivo nel settembre 2015, durante una serie di concerti tenuti a Gualtieri (Reggio Emilia).
Produttore artistico del disco è Pierumberto Ferrero

## Promozione
Il tour di presentazione del disco di Bosso si svolge sia in Italia, con concerti a partire dall'aprile 2016 con date annunciate a Cagliari, Roma, Rimini, Verona, Firenze e Mestre, che in altri paesi, con diverse date tra cui una alla Royal Opera House di Londra il 12 febbraio 2016.
L'artista si è esibito al Festival di Sanremo durante la serata del 10 febbraio 2016, con Following a Bird, ricevendo una standing ovation dal pubblico presente in sala e dall'orchestra.

## Tracce

### Disco 1
1. Bosso: Unconditioned, Following a Bird (Out of the Room)
2. Chopin: Preludio Op. 28 No. 20 (The Burned Room)
3. Bach-Bosso-Siloti: Stanza BWV855a dalla cantata in Si minore (The God's Room)
4. Chopin: Preludio No. 8 Op. 28 (The Dark Room)
5. Bach- Bosso: Stanza No.2 (The Breakfast Room)
6. Chopin: Preludio No. 6 Op. 28 (The Painroom)
7. Bach: Preludio No. 1 dal Clavicembalo Ben Temperato BWV846 (The Building Room)
8. Bosso: Split, Postcards from Far Away (The Tea Room)
9. Gluck-Sgambati: Una, melodia di Gluck (The Therapy Room)
10. John Cage: In a Landscape (The Smallest Room)
11. Bosso: Missing a Part (The Waiting room G)
12. Bosso: Emily's Room (Sweet and Bitter)

### Disco 2
1. Bosso: Sonata No. 1 in G Minor for Solo Piano (The 12th Room)
  - Adagio doloroso, Verso il brio, Con furore, Al tempo primo. (Entering the Rooms)
  - Trio: Sospeso, Dolcemente, Con moto, Agitato. (Dressing the Rooms, Imaginary Room Mates)
  - Finale: Allegro molto, Calmo, Presto, Danza. (The 12th Room)